# Shigeyoshi Mochizuki
Shigeyoshi Mochizuki (望月重良?, Mochizuki Shigeyoshi; Shizuoka, 9 luglio 1973) è un dirigente sportivo, allenatore di calcio ed ex calciatore giapponese, di ruolo centrocampista.

## Carriera

### Calciatore

#### Club
Formatosi nella rappresentativa calcistica dell'Università di Tsukuba, nel 1996 passa al Nagoya Grampus, società in cui militerà sino al 2000, anno in cui viene ingaggiato dal Kyoto Purple Sanga. L'anno seguente è al Vissel Kobe mentre nel 2003 è prima al JEF United e poi al Vegalta Sendai. L'anno seguente torna al JEF United e nel 2005 al Yokohama FC, ove chiuderà la carriera agonistica l'anno seguente.

#### Nazionale
Ha indossato in quattordici occasioni la maglia della nazionale di calcio del Giappone, partecipando e vincendo con i samurai blue la Coppa d'Asia 2000.

### Dirigente sportivo
Dal febbraio 2008 è il presidente del Sagamihara, società che ha anche allenato nel 2011.

## Palmarès

### Nazionale
- Coppa d'Asia: 1

2000